# Beck von Leopoldsdorf

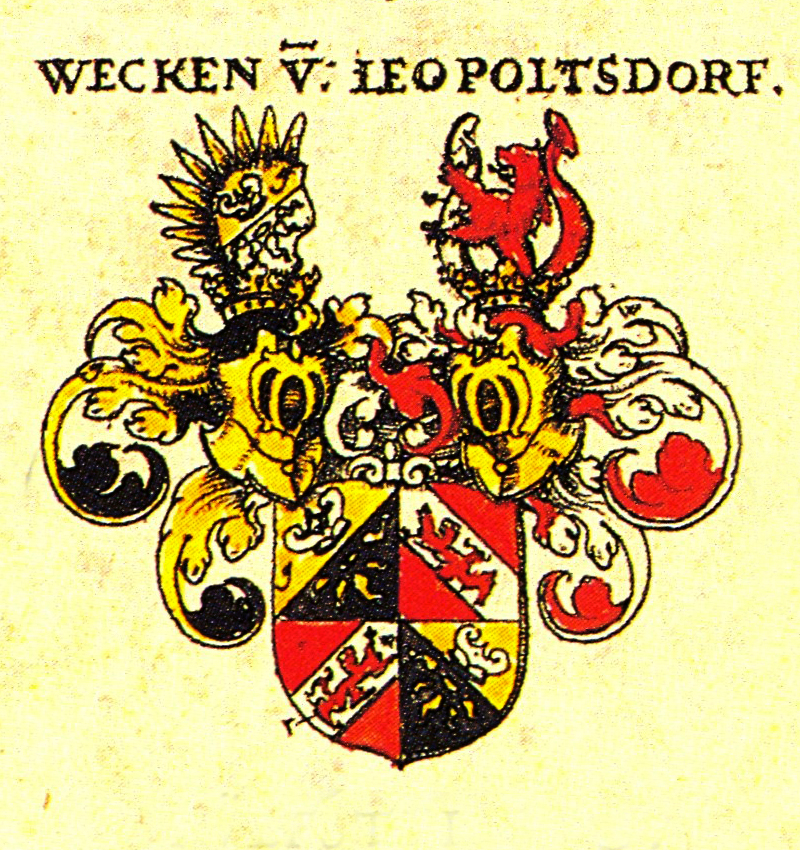
Wecken (Beck) von Leopoltsdorf

Die Beck von Leopoldsdorf (auch Beckh) waren ein aus Salzburg stammendes Adelsgeschlecht, welches am 15. März 1597 in den Freiherrnstand erhoben und in den niederösterreichischen Herrenstand aufgenommen wurde.

## Geschichte
Die Beck stammen aus der oberschwäbischen Stadt Mengen und kamen nach 1425 nach Österreich. Markus Beck war Kanzler des niederösterreichischen Regiments und wurde 1530 zum Ritter geschlagen. Nach dem Kauf der Herrschaft Leopoldsdorf nannte er sich Beck von Leopoldsdorf.
Sein Sohn Hieronymus Beck war Hofkammerrat und Besitzer des Schlosses Ebreichsdorf. Dessen Söhne wurden von römisch-deutschen Kaiser Rudolf II. am 15. März 1597 in Prag in den Freiherrnstand erhoben. Mit dem Tod des Marcus Eberhard Freiherrn von Beck im Jahre 1631 erlosch das niederösterreichische Adelsgeschlecht.

## Persönlichkeiten
- Johann Beck (der Stammvater) diente den Salzburger Erzbischöfen, war 1413 am Konzil in Constanz
- Konrad Beck, sein Sohn, war 1439 in Palästina, verheiratet mit Anna von Lautersee, Söhne: Johann II., Leopold und Markus
- Markus Beck (1491–1553), Doktor der Rechte, Kanzler
- Hieronymus (1525–1596), Hofkammerrat und Gelehrter, seine Söhne waren: Joachim, Hannibal, Leonhard, Marcus Eberhard.
- Joachim (1567–1605), Freiherr von Beck, kaiserlicher Oberst, verkaufte 1600 Leopoldsdorf
- Hannibal (1556–1608), Frh., ebenfalls Oberst, an Wissenschaften interessiert, 1597–1601 Herr von Velm (bei Himberg) und Unterwaltersdorf[2]
- Leonhard (1570–nach 1612), Frh., Rittmeister, hatte einen Edelsitz in Biedermannsdorf
- Marcus (Marx) Eberhard (1579–1631), Frh. (ab 15. März 1597), wirklicher Hofkriegsrat, Obrist und Obristleutnant, verkaufte 1629 das Gut Ebreichsdorf an Johann Anton von Pestalozzi[3]

## Wappen

### Ritterwappen
Das alte Ritterwappen war ein quadriertes Schild, Feld 1 und 4 von links oben nach rechts unten geteilt, oben auf goldenem Grund ein links-schräger silberfarbener Feuerstein-Stahl mit einwärts gerundeten Enden, unten auf schwarzem Grund ein ovalrunder weißer Feuerstein mit sechs Feuerfunken. Feld 2 und 3 hat auf rotem Grund einen silbernen schrägrechten Balken, darauf ist ein roter aufsteigender Löwe mit doppeltem Schwanz.
Oben zwei gekrönte offene Helme, auf dem ersten ein links schräg geteilter Adlerflug, oben gold mit Feuerstein-Stahl, unten schwarz mit Feuerstein und sechs Funken, wie oben beschrieben. Auf dem hinteren Helm ist der rote Löwe zwischen zwei verkehrt stehenden Büffelhörnern, das rechte rot und das linke weiß, auf denen je drei Straußenfedern stecken. Die Helmdecken sind rechts gold-schwarz und links rot-silber.

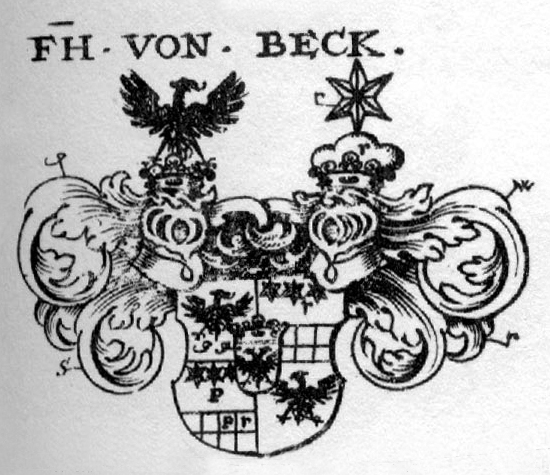
Wappen der Freiherrn von Beck

### Freiherrnwappen
Quadriertes Wappen mit Herzschild, Feld 1 und 4 golden, in welchem ein einfacher ausgebreiteter schwarzer Adler steht; Feld 2 und 3 ist mitten geteilt, oben ein violenblauer Grund, in welchem zwei rote Sterne, hinter welchen oben und unten Feuerflammen hervorragen, nebeneinanderstehen; die untere Hälfte ist quer in zwei Reihen, silbern und rot geschacht, geteilt. Der oben mit einer goldenen Krone bedeckte Herzschild, ist golden, darin ist der doppelte kaiserliche schwarze Adler mit goldener Krone gekrönt, jedoch ohne Schwert und Zepter.
Oben zwei gekrönte offene Helme, auf dem ersten Helme rechts ist ein einfacher ausgebreiteter schwarzer Adler; auf dem zweiten Helme ein, unten mit Hermelin, oben aber mit einer goldenen königlichen offenen Krone umgebener roter Herzogshut zu sehen, über welchen oben ein roter Stern gestellt ist. Die Helmdecke ist rechts schwarz und Gold, links aber Silber und rot.